# 劉毅夫
劉 毅夫（りゅう きふ、リウ・イーフー、宣統2年3月8日（1910年4月17日） - 2010年（民国99年）11月13日）は、中華民国空軍の軍属、軍人、ジャーナリスト。原名は興亜、遼寧省遼陽県出身。最終階級は少将。

## 生涯
貧農の出身。高等中学卒業後、成績優秀のため奨学金免除を受け馮庸大学政経系に入学。在学中も陸上競技に参加し、1928年10月6日、東三省第一屆連合運動会に参加。満州体育協会理事長の岡部平太ら日本人のスポーツ関係者とも親交を深めた。また同年、大公報に「十八初度」と題した記事を寄稿、この時ペンネームとして使った「毅夫」を以降名乗るようになる。1929年10月、文官処印鋳局（局長：周仲良）科員として国民政府の業務にも関わる。満州事変が勃発すると大学の義勇軍に加わるも敗退。華北に逃れ、北平救傷医院の創設にかかわる。1932年より励志社で軍需部門に関わる。1934年、陸軍輜重兵学校教官に任ぜられるが、実際は就任しておらず、間もなく取り消される。
1937年の開戦当時、軍事委員会戦地服務団服務科長および軍事委員会委員長空軍連絡員であった。8月20日夜、揚州飛行場にトラックで補給物資を運び終え、200メートル離れた営舎で就寝していたところ、木更津航空隊の九六式陸上攻撃機6機（指揮官：入佐俊家大尉）のうち吉田小隊3機の夜襲を受け、抜け落ちた天井の下敷きになるが脱出。9月より翌年1月ごろまで情報科長丁炎、通信科長夏滄一、第4大隊長高志航、第26中隊副隊長頼遜岩、航空委員会作戦科長の羅機らと捕虜収容所として利用されていた中央体育場にて山下七郎大尉らの取り調べを度々行った。12月7日、南京を脱出し、8日に励志社の管理する南昌空軍招待所主任。当時空軍少校待遇であった。
38年4月29日、武漢王家墩飛行場に日本海軍第二連合航空隊が飛来した際、航空委員会本部と漢口総站長兼参謀長の邢剷非が出撃命令を渋っていたため、全機発進を意味する黒旗を独断で掲げ、同地に駐留していた第4大隊およびソ連空軍志願隊150機を出撃させた。
1940年、戦地服務総隊隊長。同年10月、政務官懲戒委員会秘書処主任書記員兼任。また、文官処印鋳局科長を経て空軍恩施前進指揮所主任。1943年12月14日、第4大隊のエース周志開が未帰還と知ると、恩施飛行場司令官の田振声に第23中隊分隊長・厳仁典中尉を連れて捜索を申し出、午後10時、トラックで巴東県へ向かった。翌日、長陽県に辿り着き、墜落現場を発見。また、周辺住民から撃墜時の状況を聞き取った。その後、中美混合団政治部主任。
戦後は故郷の満州に戻り、遼寧省府首席参事。本渓県長、撫順県長兼任。共産党の勢力が活発になると東北五県聯防指揮官。この頃正式に軍人になったと思われる。48年、首都南京にて聯勤総部（長：郭懺）服務司長（少将）、聯勤南京指揮官。
遷台後、中将および国防部総務局長昇進の話もあったが、軍を辞し中央日報記者に転身。中央日報社副総編集兼採訪主任として舟山島の撤退戦を報道した。1986年9月25日、軍事記者訪問団団長として馬祖島の南竿郷を取材。青年日報主筆、軍事新聞研究会会長などを歴任した。また、多くが戦死した日中戦争期のパイロットと親交のあった人物として「空軍史話」をはじめ詳細な回想録を多数著すなど、空軍の語り部的存在としても活躍した。1977年に対談した中山雅洋は、劉は彼らパイロットたちに似た天真爛漫な性格との印象を受けたという。
2010年10月より肺炎を患い、大安区の台北市立連合医院仁愛院区に入院していたが、肺水腫と腎不全を併発し、同年11月13日に死去。

## 主な著書
- 〈徐蚌會戰與首都淪陷〉，《傳記文學》第35卷第1期 206號収録、頁106~110、1979年
- 『空軍史話』黎明文化事業股份有限公司、上中下三巻

## 栄典
- 光華奨章
- 干城獎章
- 抗戰紀念章
- 勇毅忠誠紀念章
- 國文藝協會文藝獎章

## 登場作品
- 血戦長空（中国語版）（2012年） - 演：于浜（中国語版）